# Pteroeides carnosum
Pteroeides carnosum är en korallart som beskrevs av Tixier-Durivault 1972. Pteroeides carnosum ingår i släktet Pteroeides och familjen Pennautlidae. Inga underarter finns listade i Catalogue of Life.